# Пећина Мегара
Пећина Мегара се налази у засеоку Мојковићи, у атару села Стапари, на територији града Ужица. Назив Мегара је илирско-романског порекла и значи светилиште за приношење жртава. У њој је био храм бога Јупитера Партинског, кога су обожавали стари Партини, једно племе илира. У пећини су откривени археолошки налази из периода неолита.
На кречњачком одсеку у правцу северозапад-југоисток, пећина се састоји из главног канала дугог око 52 метра (који је проходан) и једног мањег који се рачва непосредно пред пећинским улазом, који је висок око 5 m. Главни пећински канал се завршава осеком, високом око 3 метра, испод кога је други пећински канал са хучним воденим током.
Ова два канала се сучељавају под углом од 55˚. Према томе, пећина Мегара се састоји из два система канала; виши суви и нижи влажни. У засеоку Утрина код Синђића кућа постоји пећински отвор, назван Горња Мегара (Синђића Мегара) и сматра се да је повезан са пећином Мегаром у Мојковићима, али обзиром да испитивања нису извршена, за сада су то само претпоставке.
Пећина Мегара због својих посебности и прелепог амбијента, представља занимљив туристички потенцијал овог краја.